# Alonso de Solís y Osorio
Alonso de Solís y Osorio   (Salamanca, c. 11 de desembre de 1662 - Després de 12 de gener de 1718) va ser un noble espanyol, II duc de Montellano.
Va néixer a Salamanca, on va rebre el baptisme l'11 de desembre de 1662. Era fill de José de Solís y Valderrábano i de Clara Osorio de Fonseca, filla del senyor de Villacís. Va ser el segon duc de Montellano, amb Grandesa d'Espanya, senyor de diversos estats, i el 1705 va rebre el títol de comte de Saldueña, quan el títol de comte de Montellano, ostentat pel seu pare, va ser elevat a ser ducat, pel que el rei va transferir el comtat a la vila de Saldueña. Així mateix va tenir el títol d'adelantado major de Yucatán i va ser gentilhome de cambra amb exercici del rei Felip V.
Es va casar amb Luisa de Gante y Sarmiento, filla de Felip Baltasar de Gante, príncep d'Issenghen, comte de Midleburg i governador de Luxemburg. Del matrimoni en van néixer diversos fills: José, successor als títols i estats, Clara, casada amb el marquès de Villalba de los Llanos, Jerónimo, cavaller de l'orde de Calatrava i mariscal de camp de l'exèrcit, Manuel, batlle de l'orde de Sant Joan de Jerusalem, Felipe i Melchor, del mateix orde i militars, Jaime, prior de la col·legiata de Roncesvalls, Ignacia, i Isabel, monja del monestir de l'Encarnació.
Solís va fer testament a Loeches el 12 de gener de 1718, davant el notari Juan Alonso de Salcedo.